# Klein Curaçao

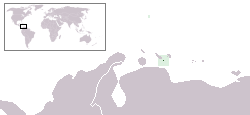
Lägeskarta Klein Curaçao

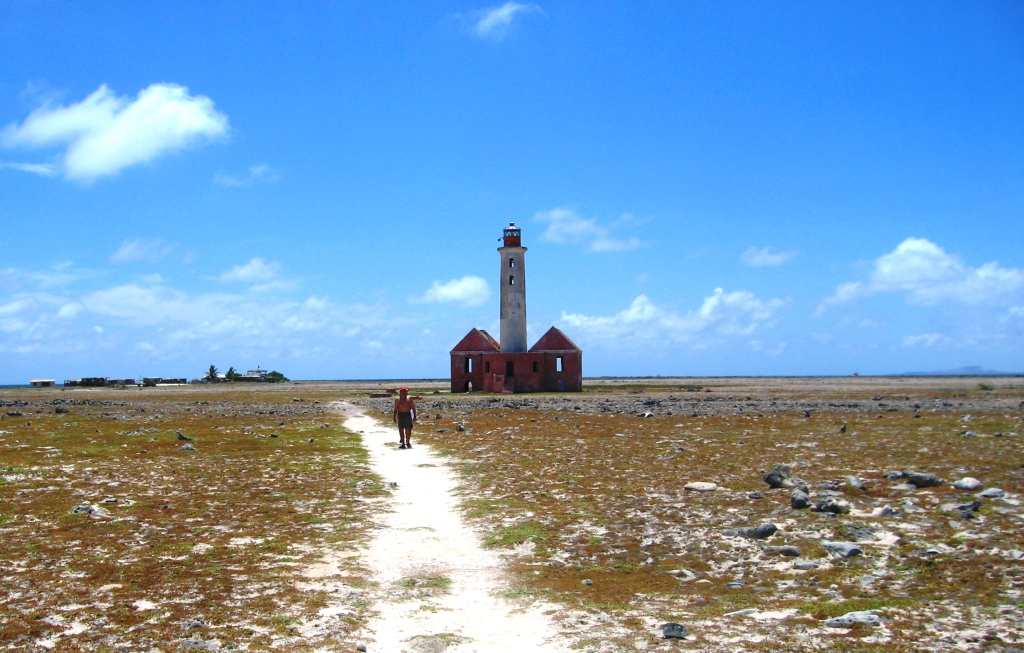
Klein Curaçao

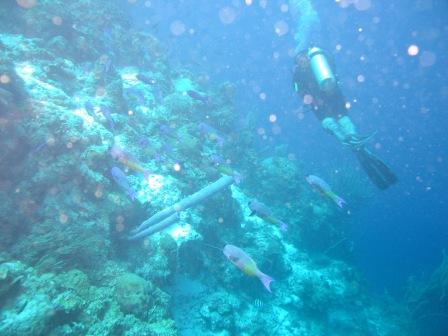
Dykning vid Klein Curaçao

Klein Curaçao (nederländska för Lilla Curaçao) är en ö i Curaçao, belägen cirka 10 km sydöst om huvudön Curaçao och cirka 40 km sydväst om Bonaire med en yta på cirka 1,7 km².

## Geografi
Ön är dryg en kilometer lång och knappt 300 m som bredast. Ön är sparsamt bevuxen och efter att den 20 m höga fyrstationen lämnades finns det idag ingen fast befolkning. Fram till 1913 utvanns öns fosfattillgångar.
Ön används som utflyktsmål från främst Curaçao med dagskryssningar för att njuta av den fina stranden på öns läsida och för snorkling och dykning i de korallrika vatten med talrika undervattensgrottor. En vanlig syn är havssköldpaddor. På öns nordsida finns ett skeppsvrak från 1960-talet efter tankern Maria Bianca Guidesman tillsammans med bråte som har kommit dit med den ständiga västliga strömmen och vindarna.

## Naturskyddat område
Ön Klein Curaçao och det omgivande havet är naturskyddat enligt Ramsarkonventionen sedan 31 juli 2018. Det skyddade området är 248,5 hektar stort. På den östra stranden finns ett orört, välutvecklat korallrevssystem som fortfarande är statt i tillväxt. Där finns en stor mångfald marina organismer. Korallrev som växer till sig är sällsynta i Karibien. Klein Curaçao är ett av de få kvarvarande exemplen på hur ett friskt korallrev kan se ut. Dess täta bestånd av förgrenande koraller skyddar kustlinjen, genom att de motverkar havets eroderande verkan mot stranden. Ön är av global betydelse för sin avelspopulation av amerikansk småtärna, Stern antillarum, och en 600 meter lång sandstrand är det viktigaste häckningsområdet för den kritiskt hotade karettsköldpaddan, Eretmochelys imbricata, samt för den hotade gröna havssköldpaddan, Chelonia mydas. Det som mest hotar Klein Curaçao är okontrollerad turism, vilket kan ha en negativ inverkan både på sköldpaddorna och på tärnorna.